# Ana Oglinda
Ana Oglinda (n. 12 martie 1959) este un medic din Republica Moldova, deputat în  legislatura 2021-2025 a Parlamentului Republicii Moldova, reprezentantă a Partidului Acțiune și Solidaritate (PAS).

## Biografie
Ana Oglinda este de profesie medic. A făcut studii superioare la Universitatea de Stat de Medicină și Farmacie „Nicolae Testemițanu” (USMF). Din 1989 până în 2021 (conform altei surse, până în 2019), a lucrat la Institutul Mamei și Copilului – mai întâi ca șefa Secției reanimare pediatrică și toxicologie, ulterior ca medic reanimatolog anesteziolog. În 2020 a deținut funcția de director medical al Centrului „Multimedica”. Din 2002, predă la Catedra Urgențe Medicale a USMF, unde este conferențiar universitar.

### Activitate politică
A devenit membră a PAS în 2016. În cadrul partidului, a fost membră a Biroului organizației locale Botanica și a Biroului național al organizației femei.
A candidat cu numărul 68 pe lista Partidului Acțiune și Solidaritate la alegerile parlamentare din 2021. PAS a obținut 63 de mandate, astfel încât Oglinda nu a acces imediat în Parlament, ci mai târziu, în septembrie 2021, înlocuind pe unul din colegii săi de partid numiți în alte funcții.